# Jure Kvak Kvak
Jure je literarni lik v slikanici z naslovom Jure Kvak Kvak, avtorice Saše Vegri. Delo je ilustriral Kostja Gatnik, izšlo pa je leta 1975.

## Vsebina
Jure je bil vedno zelo žejen. Vsako žlico juhe je pridno zalival z vodo. Ko je imel poln krožnik in prazen kozarec, je prosil teto Otilijo, da mu da še malo vode. Teta ni mogla Juretu ničesar odreči, pri sebi pa si je dejala: »Saj boš postal še žaba, če se boš tako nalival z vodo«. Še preden je to izgovorila, se je Jure spremenil v žabo. Skakal je po kuhinji in regal in kvakal. Otilija se je v vsej zmedenosti domislila rešitve in ponudila Juretu, da lahko dobi jesti, karkoli si želi. Ta je hotel smetano z jagodami. Potem je teti še naročil, naj ga odnese v lužo, dokler ne bo hrana pripravljena. Otilija je storila, kot ji je naročil. Ko se je Jure najedel smetane z jagodami, je ponovno postal človek.

## Predstavitev lika
Jure je petletni deček, ki stanuje v velikem bloku na Tržaški cesti. Ima očka in mamico, ki ga imata zelo rada, a vendar ima tudi teto Otilijo, ki ga ima še malo rajši, saj ga nikoli ne vleče za ušesa, nikoli ga ne krega, niti ko je poreden.

## Sodobna pravljica
Besedilo Jure Kvak Kvak spada med sodobne pravljice. Za to literarno vrsto je značilno, da svet ni enodimenzionalen, ampak dvodimenzionalen. Pravljica se dogaja na dveh ravneh, prva raven je realni svet, ki spominja na zunanji svet. Iz te realnosti se dogajanje premakne na drugo raven, v fantastičen svet. Pogoste teme v sodobnih pravljicah so otroška želja, otroški prekršek, nesreča, poškodba. Dogajanje sodobne pravljice vodi otrok in ne pravljični junak: Juretova želja sproži dogajanje; zaradi popite vode se spremeni v žabo, kar bralca popelje v drug svet, nato pa ga spet vrne nazaj, ko žaba spet postane otrok.

## Primerjave z drugimi literarnimi liki
Nekaj pravljic, v katerih se človek spremeni v žival in nato zopet v človeka:
- Jacob in Wilhelm Grimm: Žabji kralj
- Jacob in Wilhelm Grimm: Ježek Janček
- Fran Milčinski: Sin jež
- Lepotica in zver